# Annika Löfström
Annika Löfström (ur. 10 stycznia 1986 w Årsunda) – szwedzka biegaczka narciarska, zawodniczka klubu Årsunda IF.

## Kariera
Po raz pierwszy na arenie międzynarodowej Annika Löfström pojawiła się 14 grudnia 2002 roku w zawodach FIS Race w Idre, gdzie zajęła 18. miejsce w biegu na 5 km techniką klasyczną. W 2005 roku wystartowała na mistrzostwach świata juniorów w Rovaniemi, zajmując dziesiąte miejsce w sprincie klasykiem oraz piąte w sztafecie.
W Pucharze Świata zadebiutowała 21 marca 2007 roku w Sztokholmie, zajmując 48. miejsce w sprincie stylem klasycznym. Pierwsze pucharowe punkty zdobyła jednak blisko rok później, 27 lutego 2008 roku w Sztokholmie, gdzie była trzydziesta w tej samej konkurencji. Punktowała także tydzień później w Drammen, w tej samej konkurencji zajmując 26. miejsce. W klasyfikacji generalnej sezonu 2007/2008 zajęła ostatecznie 93. miejsce. Jak dotąd jest to jej najlepszy wynik w Pucharze Świata. Nigdy nie stała na podium zawodów pucharowych.
Löfström startuje także w zawodach FIS Marathon Cup. W zawodach tego cyklu najlepszy wynik osiągnęła 26 stycznia 2014 roku, kiedy we włoskim maratonie Marcialonga zajęła trzecie miejsce, za Rosjanką Juliją Tichonową i Szwajcarką Serainą Boner.
Nie startowała na igrzyskach olimpijskich ani mistrzostwach świata.

## Osiągnięcia

### Mistrzostwa świata juniorów
| Miejsce | Dzień    | Rok  | Miejscowość | Konkurencja              | Czas biegu  | Strata      | Zwyciężczyni           |
| ------- | -------- | ---- | ----------- | ------------------------ | ----------- | ----------- | ---------------------- |
| 10.     | 23 marca | 2005 | Rovaniemi   | Sprint stylem klasycznym | ?           | ?           | Kari Vikhagen Gjeitnes |
| 5.      | 26 marca | 2005 | Rovaniemi   | Sztafeta 4x3,3 km        | 54:11,1 min | +2:34,4 min | Norwegia               |

### Puchar Świata

#### Miejsca w klasyfikacji generalnej
- sezon 2007/2008: 93.

#### Miejsca na podium
Löfström nie stała na podium indywidualnych zawodów Pucharu Świata.

### FIS Marathon Cup

#### Miejsca w klasyfikacji generalnej
- sezon 2011/2012: 29.
- sezon 2013/2014:

#### Miejsca na podium
| Nr | Dzień       | Rok  | Zawody      | Konkurencja             | Czas biegu  | Strata      | Miejsce | Zwyciężczyni     |
| -- | ----------- | ---- | ----------- | ----------------------- | ----------- | ----------- | ------- | ---------------- |
| 1. | 26 stycznia | 2014 | Marcialonga | 70 km stylem klasycznym | 3:27:54,1 h | +2:24,6 min | 3.      | Julija Tichonowa |